# Punta del Pallars
La Punta del Pallars és una muntanya de 551 metres que es troba al municipi de Vandellòs i l'Hospitalet de l'Infant, a la comarca catalana del Baix Camp.
Aquest cim està inclòs al llistat dels 100 cims de la FEEC